# 猪名川町立清陵中学校
猪名川町立清陵中学校（いながわちょうりつ せいりょうちゅうがっこう）は兵庫県川辺郡猪名川町原尾鼻ヶ尾にある公立中学校である。

## 沿革
猪名川町立中谷中学校と猪名川町立六瀬中学校の統合により2022年（令和4年）に開校した。
中谷中と六瀬中はともに戦後の学制改革により設立された由来を持つ中学校であるが、平成中期以降少子化が顕著になると両校の生徒数は減少を続け、2017年（平成29年）度には六瀬中は全学年が1学年1クラスとなり、中谷中も将来的に1学年1クラスの学年が出現すると見込まれた。猪名川町は2017年（平成29年）11月7日の「猪名川町立学校園の規模・配置の適正化に関する基本的な考え方及び具体的方策について」という答申を受けて町立中学校の再編に着手し、中谷中と六瀬中を統合して新たな町立中学校を新設することとなった。
- 2022年（令和4年）4月1日 -  猪名川町立中谷中学校と猪名川町立六瀬中学校を統合し、猪名川町立清陵中学校が開校[2][3][4]。校地は中谷中のものを使用。

## 部活動
- 陸上競技部
- 野球部
- バスケットボール部
- ソフトテニス部
- 吹奏楽部
- 美術部

## 通学区域
以下の小学校の通学区域。なお学校選択制により猪名川町立猪名川中学校区から本校への通学も可となっている。
- 猪名川町立松尾台小学校
- 猪名川町立楊津小学校
- 猪名川町立大島小学校

### アクセス
- 日生中央駅より徒歩約17分[7]。
- 阪急バス「猪名川高校前」下車 徒歩約3分[7]。

## 通学区域が隣接している学校
- 川西市立東谷中学校
- 川西市立清和台中学校
- 猪名川町立猪名川中学校
- 宝塚市立西谷中学校
- 三田市立上野台中学校
- 丹波篠山市立篠山東中学校
- （大阪府）能勢町立能勢ささゆり学園